# Sanac
Sanac (en francès Sannat) és un municipi francès situat al departament de la Cruesa i a la regió de la Nova Aquitània.

## Demografia
| 1962                                       | 1968 | 1975 | 1982 | 1990 | 1999 | 2007 |
| ------------------------------------------ | ---- | ---- | ---- | ---- | ---- | ---- |
| 546                                        | 627  | 571  | 481  | 432  | 370  | 383  |
| Des de 1962: població sense dobles comptes |      |      |      |      |      |      |

## Administració
| Període   | Identitat        | Partit |
| --------- | ---------------- | ------ |
| 2001-2008 | Henri Sauthon    |        |
| 2008-2009 | Bernard Rouchon  |        |
| 2009-     | Maryse Chaumeton |        |